# Parco Hernandez
Il Parco Hernández è il parco più importante della città autonoma spagnola di Melilla ed è situato nel quartiere del Ensanche Modernista, nella piazza di Spagna.

## Storia
Le origini del parco risalgono al 1872, quando il vecchio letto del fiume Río de Oro fu riempito con il terreno estratto per creare il nuovo letto del fiume. Nel 1900, l’allora comandante generale della piazza, Venancio Hernández Fernández, decise di trasformare l'estesa pianura, che veniva utilizzata come campo di addestramento per le truppe e discarica pubblica, in un parco forestale. Per questo progetto ottenne la collaborazione della Junta de Arbitrios, che finanziò i lavori tramite un fondo destinato agli svaghi.
Nel 1902, il parco venne realizzato con una forma trapezoidale secondo il progetto dell'ingegnere Vicente García del Campo, basato su un design dell'anno precedente. Il parco fu inaugurato il 18 maggio dello stesso anno. Nel 1906 iniziò l'urbanizzazione, ma un'alluvione distrusse il parco. Nel 1907 fu costruito un tempietto al centro del parco e venne installata la "Farola" commemorativa in onore del generale Hernández, finanziata da una sottoscrizione popolare promossa dal giornale El Telegrama del Rif. Nel 1914 fu costruita la porta principale, con un ambigù chiamato "Café Alhambra", tra il 1911 e il 1918. Nel 1915 fu realizzato un deposito d'acqua elevato che permise di trasformare il parco in un vero e proprio giardino e nel 1918 si completò il recinto del parco.
Tra il 1927 e il 1930 furono costruite le pergole, vennero eliminati i chioschi e i viali furono pavimentati. Inoltre, nel seminterrato del tempietto fu allestita una collezione di reperti archeologici. All'inizio degli anni '30, la rotonda alla fine del parco scomparve e la collezione archeologica fu trasferita nei dintorni della Porta della Marina, mentre nel seminterrato del tempietto venne installata una biblioteca popolare. Nel 1945 il tempietto fu demolito e fu installata una fontana luminosa, che però fu abbattuta tra il 1951 e il 1952. Nel 1966 venne ripristinata e riparata la recinzione metallica del parco, mentre nel 1987 fu ristrutturato il viale centrale, con l'aggiunta di una fontana al centro del parco. Tuttavia, a partire dalla fine degli anni '70, il parco iniziò a subire una lunga decadenza.
Nel aprile 2007, durante il XXXIV Congresso di Parchi e Giardini, il Parco Hernández, insieme ai giardini della piazza di Spagna, ha ricevuto il titolo di "Giardino storico".

## Descrizione
Il parco è dotato di una porta principale composta da tre porte, con cancelli in ferro battuto, la porta centrale è fiancheggiata da due prismas con lo stemma di Melilla, coronato da una corona. Sulla torre si trova una statua di Guzmán el Bueno, che impugna un pugnale.